# الانتخابات الرئاسية الألمانية 2009
الانتخابات الرئاسية الألمانية 2009 هي الانتخابات الرئاسية الألمانية ‏ التي جرت في 23 مايو 2009، في ألمانيا، لانتخاب رئيس ألمانيا، فاز بالانتخابات هورست كولر.